# Aéroport Marseille Provence
Luchthaven Marseille Provence (Frans: Aéroport Marseille Provence) is een Franse luchthaven, op 27 km ten noordwesten van Marseille. Oorspronkelijk lag de luchthaven op grondgebied van Marignane. Deze beide steden liggen in de Côte d'Azur. De luchthaven, ook bekend als Luchthaven Marseille-Marignane, wordt sinds 1934 beheerd door de Franse organisatie CCI. Dit is gemeten naar reizigersaantallen de vierde Franse luchthaven, en gemeten naar vrachtvervoer de tweede. Luchthaven Marseille Provence verwerkte 9.150.000 passagiers in 2022.
De luchthaven heeft eigenlijk twee terminals: een voor internationaal verkeer en een voor nationaal verkeer. De beide terminals zijn beide weer gedeeld.
In september 2006 werd eden nieuwe terminal MP2 geopend voor low cost luchtvaartmaatschappijen. In 2008 werd het nabijgelegen Station Vitrolles Aéroport Marseille Provence geopend als alternatief voor de shuttlebussen naar onder meer Marseille.